# Religija v Severni Koreji
Severna Koreja je uradno ateistična država. Na podlagi ocen iz poznih 1990-ih in 2000-ih je Severna Koreja večinoma nereligiozna, glavni religiji pa sta šamanizem in  čeondoizem. Obstajajo tudi majhne skupnosti budistov in kristjanov. Čeondoizem v politiki zastopa Stranka mladih prijateljev nebeške poti, vlada pa ga ima za korejsko »nacionalno vero« zaradi njegove priljubljene identitete kot "revolucionarno protiimperialističnega" gibanja.
Pred letom 1948 je bilo versko življenje v Severni Koreji podobno tistemu v Južni Koreji. Večino prebivalstva so sestavljali budisti in muisti/šamani, čeprav je bilo tudi precej krščanskih manjšin. Leta 1948, ko je na oblast prišel Kim Il-sung, je v okviru marksizmo-leninizma državo razglasil za ateistično in prepovedal vsakršno vrsto religije. Zaradi tega je veliko kristjanov zbežalo v Južno Korejo. Severnokorejska oblast je v času vladanja Kima Il-sunga zaprla vse cerkve in druge verske objekte, od katerih jih je veliko tudi porušila, veliko duhovnikov, škofov in vernikov pa je bilo tudi javno usmrčenih. V državi je strogo prepovedano branje svetega pisma, zaradi česar je že veliko kristjanov končalo v zaporniških taboriščih.    
Preganjanje religije se v državi dogaja stalno in sistematično. Zaradi tega Severna Koreja velja za državo, ki na svetu najbolj preganja religijo. Kljub preganjanju je bilo leta 2002 ocenjeno, da je bilo v državi 12.000 protestantov in 800 katoličanov, nekateri pa ocenjujejo tudi, da je bilo istega leta v državi 406.000 kristjanov.